# لو وي
لو وي (بالصينية: 吕伟) (18 يناير 1989 في الصين - ) هو لاعب كرة قدم صيني في مركز الدفاع. لعب مع نادي تيانجين تيدا وShenyang Dongjin F.C. ‏.

## وصلات خارجية
- لو وي على موقع قاعدة بيانات كرة القدم.إي يو (الإنجليزية)
- لو وي على موقع Soccerway.com (الإنجليزية)